# Ilnycia
Ilnycia (ukr. Ільниця, ros. Ильница, węg. Ilonca) – wieś na Ukrainie w rejonie irszawskim obwodu zakarpackiego.